# St. Katharina (Bergkirchen)

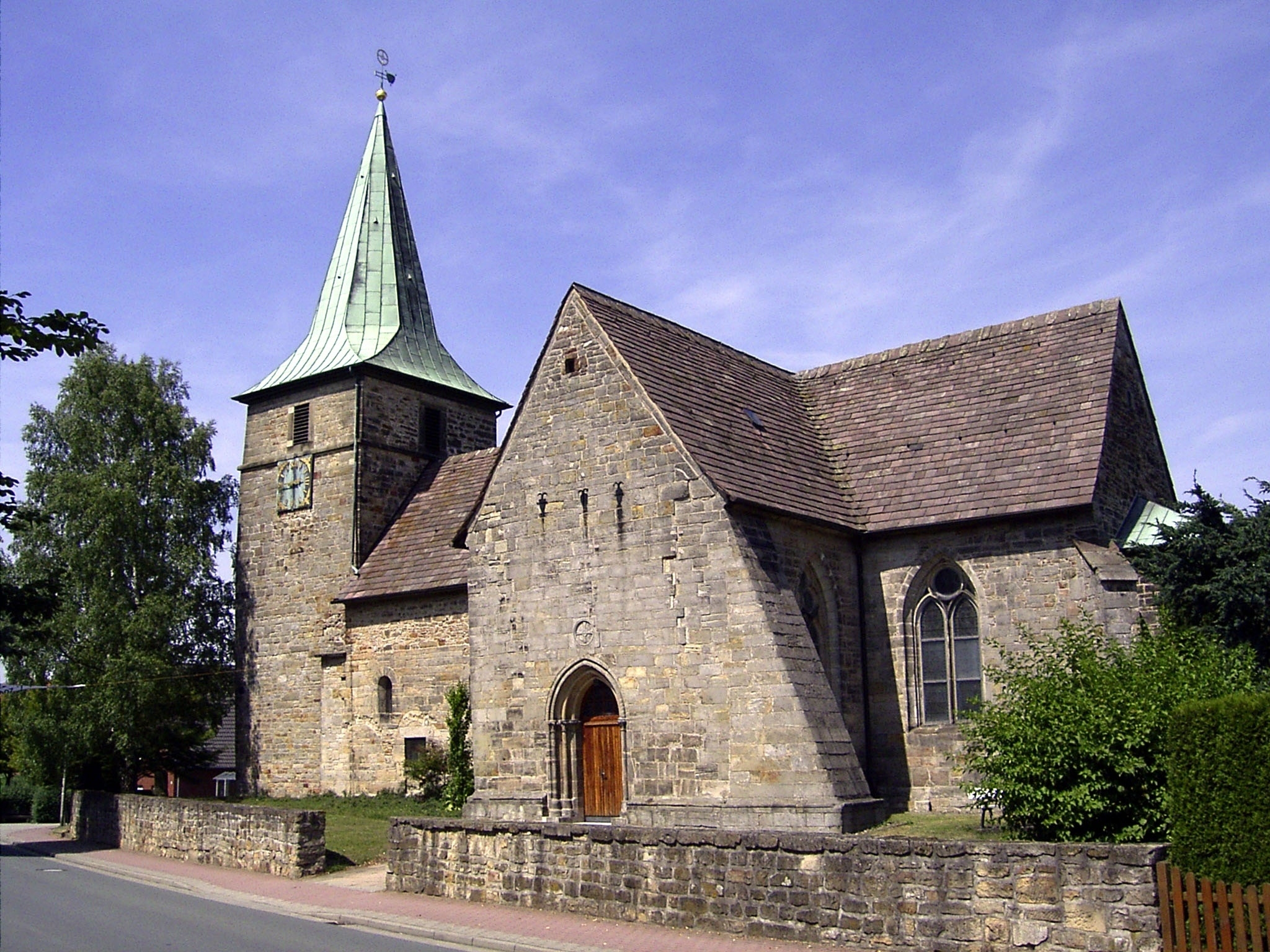
St. Katharina

Die evangelisch-lutherische denkmalgeschützte Kirche St. Katharina steht in Bergkirchen, einem Ortsteil der Gemeinde Wölpinghausen im Landkreis Schaumburg in Niedersachsen. Die Kirchengemeinde Bergkirchen gehört zum Bezirk Ost der Evangelisch-Lutherischen Landeskirche Schaumburg-Lippe.

## Beschreibung
An der Stelle des heutigen Kirchengebäudes stand zuerst eine Kapelle. Das romanische Langhaus aus Quadermauerwerk mit kleinen z. T. vermauerten Bogenfenstern und Strebepfeilern an der Nordseite wurde bereits im 12. Jahrhundert erbaut. Weitere Teile der Querkirche, wie das Querschiff und der rechteckige Chor, erfolgten im gotischen Baustil Mitte des 13. bis Anfang des 14. Jahrhunderts. An den Ecken des Chors befinden sich auch Strebepfeiler. Das rundbogige Portal im schlichten westlichen Kirchturm ist mit 1791 datiert. Damals erfolgte auch der Einbau der rechteckigen Klangarkaden im Glockengeschoss zwischen Gurtgesims und Dachtraufe. In der südlichen Querhausfassade ist ein spitzbogiges Portal, dessen Gewände mit Säulen dekoriert ist. Über dem Portal befindet sich ein reliefiertes Kreuz im Tondo. Das ungewölbte Erdgeschoss des Turms ist durch ein rundbogiges Paar Arkaden mit dem Kirchenschiff, das mit einem Kreuzgratgewölbe überspannt ist, verbunden. Der Chor wird von einem Kreuzrippengewölbe bedeckt. Der Chor und das Querschiff haben zweibahnige Maßwerkfenster. 
Zur Kirchenausstattung gehören ein mittelalterlicher Blockaltar, ein Altarkreuz aus dem 18. Jahrhundert, die Kanzel von 1684 und der Ambo von 1763. Das schlichte Taufbecken, gestiftet 1622 von Graf Jobst Hermann von Holstein-Schaumburg, ist mit seinem Wappen und der Weihinschrift verziert. Über dem Altar befindet sich die Orgel, datiert mit 1716. Im Altarraum befindet sich ein Epitaph.